# 溝江香澄

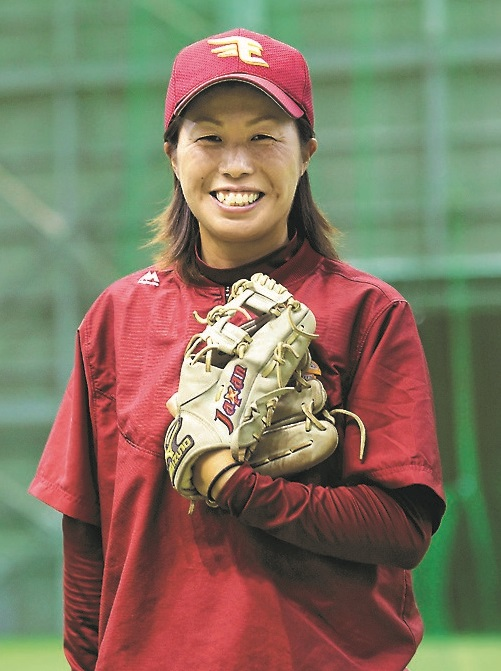
楽天イーグルスソフトボールスクール時代 (2016年)

溝江 香澄（みぞえ かすみ、1985年7月11日 - ）は、青森県弘前市（旧・相馬村）出身の女子ソフトボール選手（内野手）・指導者。NECプラットフォームズレッドファルコンズ監督。2010年世界選手権・銀メダリスト。愛称は「みぞ」。

## 経歴
八戸聖ウルスラ学院高等学校卒業。
2004年に神奈川県の日立ソフトウェアに入団。内野手（二塁手）として活躍。2008年と2012年には日本リーグのベストナイン賞に輝いた。2010年からは主将も務める。2度目のベストナイン賞を受賞した2012年に現役引退。
2013年3月、地元東北に根差した活動をしている楽天イーグルスのソフトボールスクールのコーチに就任。デンソーの染谷美佳とともに、東北のソフトボール発展・普及のため、指導者としてのキャリアをスタートさせた。
2016年9月のミニ国体で、青森県代表の主将・遊撃手として4年ぶりの公式戦復帰を果たす。
2016年12月末に楽天イーグルスを退団。
2017年から大垣ミナモの監督に就任。同年10月24日に開催された日本リーグ2部の優勝決定戦でNECプラットフォームズレッドファルコンズに10-6で勝利し、就任1年目でチーム悲願の1部リーグ昇格をつかんだ。同時に、企業チームが集う1部リーグに初めてクラブチームが昇格するという快挙を成し遂げた。
2020年、NECプラットフォームズレッドファルコンズの監督に就任。

## 人物・エピソード
幼少期からアルペンスキーに親しみ、中学3年生の時に全国中学校体育大会アルペンスキー回転の部で日本一に輝く。引退後、個人競技より皆で喜びを分かち合える団体競技への憧れから、かつニュースで見た2000年シドニーオリンピック日本代表の斎藤春香に憧れ、ソフトボールの道を歩み始める。意外にもソフトボールは高校から始めたという経歴を持つ。北京オリンピックで金メダルを獲得した時の日本代表監督である斎藤春香とは、同郷であり実業団時代の監督でもあるなど縁が深い。
スキーで全中優勝、更に陸上の中総体東北大会では三種競技Aで優勝。高校から始めたソフトボールでは3年連続レギュラーとしてインターハイ出場という身体能力の高さを持つ。

## 詳細情報

### 日本リーグ個人表彰
- 2008年 - ベストナイン賞（二塁手）
- 2012年 - ベストナイン賞（二塁手）

### 背番号
- 11（2004 - 2010）
- 10（2011 - 2012）